# کاپا خرچنگ
کاپا خرچنگ یک ستاره است که در صورت فلکی خرچنگ قرار دارد.